# Marc Juni Silà (cònsol any 19)
Marc Juni Silà (en llatí Marcus Junius Silanus) va ser un magistrat romà. Era fill de Marc Juni Silà, cònsol l'any 25 aC. Formava part de la gens Júnia, i portava el cognomen de Silà.
Va ser cònsol en el regnat de Tiberi, l'any 19, juntament amb Luci Norbà Balb. Aquestos cònsols van donar nom a la Lex Junia Norbana, que en alguns casos convertia als esclaus que havien rebut la manumissió sense certes formalitats en llatins. Aquestes persones s'anomenaven latini juniani. Tàcit parla de Juni Silà com a molt bon orador i elogia la seva eloqüència.
L'any 20 va aconseguir que Tiberi fes tornar al seu germà Dècim Juni Silà de l'exili. Com els altres senadors, va fer esforços per guanyar-se la simpatia de Tiberi, i l'any 22 va proposar que tots els documents públics i privats no portessin com fins llavors el nom dels cònsols sinó el de qui tingues el poder tribunici, és a dir, l'emperador.
L'any 33 la seva filla Clàudia o Júnia Claudil·la, com l'anomenava Suetoni, es va casar amb Gai Cèsar conegut com a Calígula.
En el regnat d'aquest emperador va ser governador de la província d'Àfrica, però Calígula sospitava de la seva fidelitat i li va enviar un llegat obligant-lo a compartir amb ell el govern provincial i finalment el va obligar a suïcidar-se. Cal·lígula va ordenar a Juli Grecí, el pare de Gneu Juli Agrícola, que acusés Silà de traïció, però aquest ho va refusar.